# 吉岡友治
吉岡 友治（よしおか ゆうじ、1954年-　）は、日本の元予備校講師。インターネット講座「VOCABOW小論術」校長。

## 来歴
宮城県仙台市生まれ。東京大学文学部社会学科卒、シカゴ大学大学院人文学科修士課程修了、比較文学・演劇理論専攻。
駿台予備学校、代々木ゼミナール講師を経て、「VOCABOW小論術」校長。

## 活動
日本語における小論文メソッドを確立し、各地の学校・企業などで講演・研修活動を行うだけでなく、上記メソッドを応用して、社会論・芸術論・身体論などの言説を分析するなど、幅広く活動している。

## 著書
- 『大学院・大学編入学社会人入試の小論文』実務教育出版 2002
- 『吉岡のなるほど小論文講義10』桐原書店 2002
- 『論文試験頻出テーマのまとめ方 地方上級・国家2種 市役所上・中級』実務教育出版 2003
- 『法科大学院志望理由書問題発見と展開の技術』実務教育出版 2004
- 『法科大学院適性試験解法の技術 読解・表現力編』実務教育出版 2004
- 『法科大学院小論文発想と展開の技術』実務教育出版 2005
- 『だまされない〈議論力〉』講談社現代新書 2006
- 『世の中がわかる「○○主義」の基礎知識』PHP新書 2007　『必ずわかる!「○○主義」事典』文庫
- 『「眼力」をつける読書術』東洋経済新報社 2009
- 『社会人入試の小論文 大学院・大学編入学. 典型問題攻略編』実務教育出版 2010
- 『小論文時事テーマとキーワード 教育・教員養成編』旺文社 2010
- 『東大入試に学ぶロジカルライティング』ちくま新書 2011
- 『論文試験頻出テーマのまとめ方 地方上級・国家一般職「大卒」市役所上・中級』実務教育出版 2012
- 『いい文章には型がある』PHP新書 2013
- 『書き込めば身につく!小論文メソッド テキスト』三省堂 2013
- 『リアルから迫る教員採用小論文・面接』実務教育出版 2013
- 『その言葉だと何も言っていないのと同じです! 「自分の考え」を論理的に伝える技術』日本実業出版社 2014
- 『反論が苦手な人の議論トレーニング』ちくま新書 2014
- 『あなたの話が伝わらないのは、論理的思考が欠けているからだ』クロスメディア・パブリッシング 2015
- 『シカゴ・スタイルに学ぶ論理的に考え、書く技術 世界で通用する20の普遍的メソッド』草思社 2015
- 『超解文章が面白いほど上手に書ける本』あさ出版 2017
- 『文章が一瞬でロジカルになる接続詞の使い方』草思社 2018
- 『基礎からのジャンプアップノート 記述力養成・小論文書き込みドリル』旺文社 2018
- 『慶應の小論文 (難関校過去問シリーズ)』教学社 2019

### 共編著・監修
- 『法科大学院適性試験「推論・分析力」解法の論理ブック』阿藤俊一共著 実務教育出版 2005
- 『TOEFLテストライティングの方法 アカデミック・ライティングの基本と応用& task攻略法 TOEFL iBT対応』Andrew Domondon共著 実務教育出版 2007
- 『法科大学院適性試験スピード攻略ブック』江連哲明,山本和男共責任執筆 実務教育出版 2011
- 『萌えて学べる!!思想コレクション 〇〇主義、〇〇イズムを擬人化! ISM GIRLAS』監修 カンゼン 2011
- 『体系現代文』編著 教学社 体系シリーズ 2015